# Emil Anton Schennich
Emil Anton Schennich (Rattenberg, 1884 - Innsbruck, 1928) fou un compositor i director d'orquestra austríac.
Feu els seus estudis musicals al Conservatori de Leipzig. Es va distingir al seu país i a Alemanya com a autor de música de cambra i com a mestre concertador i director. L'any 1926 es va establir a Innsbruck, on va dirigir l'Escola Superior de Música, la Societat Coral i la dels concerts simfònics. Escrigú sonates per a piano i diversos instruments de corda, quartets, quintets, trios, nombrosos lieder, una sonata per a orgue i una serenata per a orquestra.